# Verwirkung (Deutschland)
Ein Recht ist verwirkt, wenn seit der Möglichkeit seiner Geltendmachung längere Zeit verstrichen ist (Zeitmoment) und besondere Umstände hinzutreten, die eine spätere Geltendmachung als Verstoß gegen Treu und Glauben erscheinen lassen (Umstandsmoment). Die Einwendung der Verwirkung kann dazu führen, dass ein Anspruch nicht gerichtlich durchgesetzt werden kann, obwohl er grundsätzlich besteht und noch nicht verjährt ist.

## Allgemeines
Im Regelfall machen die Vertragsparteien von ihren vertraglichen Rechten unverzüglich Gebrauch; das dürfen die Vertragsparteien voneinander erwarten. Als verwirkt gilt ein Recht immer dann, wenn der Berechtigte es längere Zeit hindurch nicht geltend gemacht hat und der Verpflichtete sich darauf eingerichtet hat und sich nach dem gesamten Verhalten des Berechtigten auch darauf einrichten durfte, dass dieser das Recht auch in Zukunft nicht geltend machen werde. Die Verwirkung ist im deutschen Recht bis auf Ausnahmen in Spezialgesetzen (z. B. § 21 Markengesetz) nicht gesetzlich geregelt. Vielmehr wurden ihre Grundsätze von der Rechtsprechung aus der Generalklausel des § 242 BGB (Treu und Glauben) entwickelt. Systematisch handelt es sich um einen Fall unzulässiger Rechtsausübung wegen widersprüchlichen Verhaltens, ein so genanntes venire contra factum proprium.

## Voraussetzungen
Um die Verwirkung eines Rechts anzunehmen, bedarf es dreier Voraussetzungen:
- Kenntnis oder fahrlässige Unkenntnis des Berechtigten von seinem Recht (BVerfGE 32, 305–311, BStBl II 1972, 306, Rn. 24 f.) und Untätigsein  bezüglich der Durchsetzung des Rechts.

- Zeitmoment: Seit der Möglichkeit, das Recht geltend zu machen, muss ein längerer Zeitraum verstrichen sein. Was ein „längerer Zeitraum“ ist, richtet sich nach den Umständen des Einzelfalls. Mit anderen Worten, das Zeitmoment beginnt – da keine sonderlich hohen Anforderungen diesbezüglich bestehen – wenn der Berechtigte von den Umständen Kenntnis erlangt, die seinen Anspruch begründen.[2]
- Umstandsmoment: Der Verpflichtete hat sich darauf eingestellt und durfte sich darauf einstellen, der Berechtigte werde aufgrund des geschaffenen Vertrauenstatbestandes sein Recht nicht mehr geltend machen. Das Umstandsmoment liegt mithin vor, wenn der Berechtigte unter solchen Umständen untätig geblieben ist, die den Eindruck erwecken, dass er sein Recht nicht mehr geltend machen wird.[2]

Das Umstandsmoment liegt vor, wenn der Verpflichtete bei objektiver Betrachtung aus dem Verhalten des Berechtigten entnehmen durfte, dass dieser sein Recht nicht mehr geltend machen werde. Ferner muss sich der Verpflichtete im Vertrauen auf das Verhalten des Berechtigten in seinen Maßnahmen so eingerichtet haben, dass ihm durch die verspätete Durchsetzung des Rechts ein unzumutbarer Nachteil entstehen würde.
Eine spezielle und häufig übersehene Verwirkungsvorschrift ist § 15 Abs. 1 Straßenverkehrsgesetz (StVG), nach der Schadensersatzansprüche aus Haftpflichtschäden im Verkehrszivilrecht grundsätzlich innerhalb von zwei Monaten gegenüber dem Ersatzpflichtigen angezeigt werden müssen, da bei verschuldeter Versäumnis der Rechtsverlust droht. Gemäß § 16 StVG bleiben Ansprüche aus anderen bundesgesetzlichen Vorschriften von der Verwirkungsvorschrift des § 15 StVG unberührt. Das hat zur Folge, dass Ansprüche aus einer Gefährdungshaftung nach § 7 StVG verwirkt sein können, aber Ansprüche aus einer Verschuldenshaftung gemäß § 823 Abs. 2 BGB weiter geltend gemacht werden können. Während bei der Gefährdungshaftung ein Verschulden des Anspruchsgegners nicht nachgewiesen werden muss, muss bei einem Anspruch aus Verschuldenshaftung nachgewiesen werden, dass der Anspruchsgegner den Schaden nicht nur verursacht, sondern auch verschuldet hat.

## Beispiel
Ein Zahnarzt hatte nach einer Behandlung ohne sachlichen Grund fast vier Jahre mit der Rechnungsstellung gewartet. Anschließend wartete der Zahnarzt weitere drei Jahre, bis er seinen Vergütungsanspruch gerichtlich geltend machte. Der Anspruch war zu diesem Zeitpunkt nicht verjährt, weil gemäß § 10 Abs. 1 GOZ der Zugang der Rechnung ausnahmsweise Fälligkeitsvoraussetzung ist. Das OLG Nürnberg gestand dem Zahnarzt zwar zu, dass es keine gesetzliche Frist gebe, innerhalb derer ein Arzt seine Rechnungen für Behandlungsleistungen erstellen müsse. Es sei jedoch verkehrsüblich, dass Ärzte quartalsweise, spätestens jedoch zum Ablauf eines Kalenderjahres abrechneten. Wird keine Rechnung erteilt, seien die unter diese Regelung fallenden Forderungen praktisch unverjährbar. Deshalb, so das OLG Nürnberg, sei eine besondere Schutzwürdigkeit des Patienten vor unangemessen verspätet gestellten Rechnungen gegeben. Es kommt Verwirkung in Betracht, wenn seit dem Zeitpunkt, in dem die Rechnung hätte erteilt werden können, die regelmäßige Verjährungsfrist vergangen ist. „Das Zeitmoment der Verwirkung ist deshalb erfüllt“.

## Folgen
Die Verwirkung ist eine rechtsvernichtende Einwendung und anders als die Verjährung im Prozess von Amts wegen zu berücksichtigen.

## Abgrenzung
Von der Verwirkung zu unterscheiden ist die Verjährung. Letztere ist von dem genannten Umstandsmoment unabhängig und wird im Prozess nur auf ausdrückliche peremptorische Einrede hin berücksichtigt. Jedoch muss die Verwirkung restriktiv angewendet werden, ansonsten würden die Verjährungsregeln ihren eigentlichen Sinn verlieren.
Von der Verwirkung eines Rechtes im oben beschriebenen Sinn strikt zu unterscheiden ist der in der alltäglichen Rechtssprache nur noch relativ selten verwendete Begriff der Verwirkung einer Strafe. Eine Strafe oder sonstige Sanktion ist „verwirkt“, wenn die Voraussetzungen für ihre Verhängung oder Vollstreckung eingetreten sind. In diesem Sinne hat der Täter die Ahndungsfolge „verwirkt“, sobald er den straf- oder bußbewehrten Tatbestand verwirklicht, also etwa eine strafbare Handlung begeht.
In diesem zweiten Sinne wird der Begriff der Verwirkung zum Beispiel verwendet:
- Im Zusammenhang des § 339 BGB („Verwirkung der Vertragsstrafe“): Eine Strafe, die der Schuldner dem Gläubiger für den Fall verspricht, dass er seine Verbindlichkeit nicht oder nicht in gehöriger (vereinbarter) Weise erfüllt, ist verwirkt, wenn der Schuldner mit seiner Leistung in Verzug kommt. Mit „Verwirkung“ ist hier analog zu der strafrechtlichen Bedeutung gemeint, dass der Anspruch auf die Entrichtung der Konventionalstrafe entsteht.[7]
- Im Zusammenhang mit Säumniszuschlägen § 240 AO.

Die amtliche Überschrift des § 654 BGB spricht ebenfalls von Verwirkung. Es geht dabei um Makler, die ihren Anspruch auf Maklerlohn verlieren, wenn sie vertragswidrig auch für den anderen Teil tätig geworden sind. Hiermit soll eine offenkundige Interessenkollision sanktioniert werden. Mit der Verwirkung wegen Zeitablaufs hat die Regelung nichts zu tun.